# Protein-L-izoaspartat(D-aspartat) O-metiltransferaza
Protein-L-izoaspartat(-aspartat) O-metiltransferaza (EC 2.1.1.77, protein--izoaspartatna O-metiltransferaza, protein-beta-aspartatna O-metiltransferaza, D-aspartil/-izoaspartilna metiltransferaza, L-izoaspartil/D-aspartil protein karboksilna metiltransferaza, proteinska (D-aspartat) metiltransferaza, protein D-aspartatna metiltransferaza, protein -izoaspartatna metiltransferaza, protein -izoaspartilna metiltransferaza, proteinska O-metiltransferaza (L-izoaspartat), L-aspartil/-izoaspartil proteinska metiltransferaza) je enzim sa sistematskim imenom S-adenozil--metionin:protein--izoaspartat O-metiltransferaza. Ovaj enzim katalizuje sledeću hemijsku reakciju
-adenozil--metionin + protein -izoaspartat {\displaystyle \rightleftharpoons } -adenozil-L-homocistein + protein -izoaspartat alfa-metil estar
D-aspartat ostatak unutar proteina takođe može da bude akceptor.

## Literatura
- Nicholas C. Price; Lewis Stevens (1999). Fundamentals of Enzymology: The Cell and Molecular Biology of Catalytic Proteins (Third изд.). USA: Oxford University Press. ISBN 019850229X.
- Eric J. Toone (2006). Advances in Enzymology and Related Areas of Molecular Biology, Protein Evolution (Volume 75 изд.). Wiley-Interscience. ISBN 0471205036.
- Branden C; Tooze J. Introduction to Protein Structure. New York, NY: Garland Publishing. ISBN 0-8153-2305-0.
- Irwin H. Segel. Enzyme Kinetics: Behavior and Analysis of Rapid Equilibrium and Steady-State Enzyme Systems (Book 44 изд.). Wiley Classics Library. ISBN 0471303097.

## Spoljašnje veze
- Protein-L-isoaspartate(D-aspartate)+O-methyltransferase на 